# Skrzeszewo (gmina Sierakowice)
Skrzeszewo (dodatkowa nazwa w j. kaszub. Skrzeszewò) – wieś kaszubska w Polsce położona w województwie pomorskim, w powiecie kartuskim, w gminie Sierakowice
Wieś usytuowana na północno-zachodnim krańcu Pojezierza Kaszubskiego, jest częścią składową sołectwa Załakowo. W pobliżu, nad Jeziorem Świętym znajduje się ośrodek wypoczynkowy PKP Załakowo a w kierunku zachodnim, w Siemirowicach lotnisko wojskowe.
W latach 1975–1998 miejscowość położona była w województwie gdańskim.
Miejscowość jest siedzibą parafii rzymskokatolickiej, należącej do dekanatu Żukowo w archidiecezji gdańskiej.

## Historia
Od 1920 Skrzeszewo należy ponownie do Polski (powiat kartuski II Rzeczypospolitej). Granica z Niemcami przebiegała rzeką Bukowiną i poprzez leżące na wschodzie jeziora Święte i Kamienickie. Miejscowy posterunek graniczny podlegał pod komisariat Straży Granicznej w Sierakowicach. W dniu 1 września 1939 na tymże posterunku zastrzelony został polski strażnik graniczny Leon Wenta. Była to pierwsza ofiara hitlerowskiej napaści na tym terenie. Na pamiątkę tego wydarzenia w 2009 roku, odsłonięto Pomnik Strażnika Granicznego autorstwa Tomasza Sobisza. Tu urodził się pisarz kaszubski dr Marian Majkowski. W Skrzeszewie mieszka i tworzy polski artysta rzeźbiarz dr Tomasz Sobisz.